# 7,5 cm Kampfwagenkanone 37
A 7,5 cm KwK 37 L/24 egy páncéltörő ágyú volt, amelyet a német Wehrmacht és szövetségesei használtak a második világháborúban.

## Története
A fegyvert úgy tervezték, hogy közvetlenül támogassa a gyalogságot és a páncélozott páncélgránátos egységeket, amelyekhez a rövid fegyvercső és a rendelkezésre álló robbanó gránátok elegendőek voltak. Az ágyú a tankok ellen is hatékonynak bizonyult a háború kezdetén. Azonban az új, egyre vastagabb páncélzatú ellenséges tankok megjelenésével egyre inkább elavulttá váltak páncéltörő szerepkörben. Ezért 1942 elejétől kezdve a Panzer IV tankokat és a Stug III rohamlövegeket a jóval erősebb 7,5 cm KwK 40-nel kezdték felszerelni. A régebbi rövid csöves 7,5 cm-es KwK 37 L/24 verziójú Panzereket is átfegyverezték, fegyvereiket újra felhasználták többek között a Panzer III-as és a különféle páncélozott járművek számára. 1943-ban a kimerült készletek és a Panzer III Ausf. N iránti kereslet szükségessé tette a kissé módosított 7,5 cm K 51 L/24 (7,5 cm Kanone 51 L/24) gyártásának újraindítását. A KwK 37 körülbelül 8000 német birodalmi márka került és előállításához 1400 munkaóra volt szükséges.

## Lőszer
A KwK 37 az alábbi 75 × 243 milliméteres lövedékeket használta
- K.Gr.rot.Pz. - Páncéltörő
- Kt. Kw. K. - Kartács
- Nbgr. Kw. K. - Füstgránát
- Gr.38 Hl - kumulatív gránát
- Gr.38 Hl/A - kumulatív gránát A típus
- Gr.38 Hl/B - kumulatív gránát B típus
- Gr.38 Hl/C - kumulatív gránát C típus

- 7,5 cm Sprgr.34 - repeszgránát
  - Lövedék súlya: 4,422 kg
  - robbanótöltet: 0,454 kg

- PzGr. 39/43 páncélátütés 
  - Lövedék súlya: 6,8 kg
  - Torkolati sebesség: 385 m/s

## Felhasználása
- Panzer III Ausf. N
- Panzer IV Ausf. A-F1
- Stug III Ausf. A-E
- Sd.Kfz. 233
- Sd.Kfz. 234/3
- Sd.Kfz. 250/8
- Sd.Kfz. 251/9

## Galéria

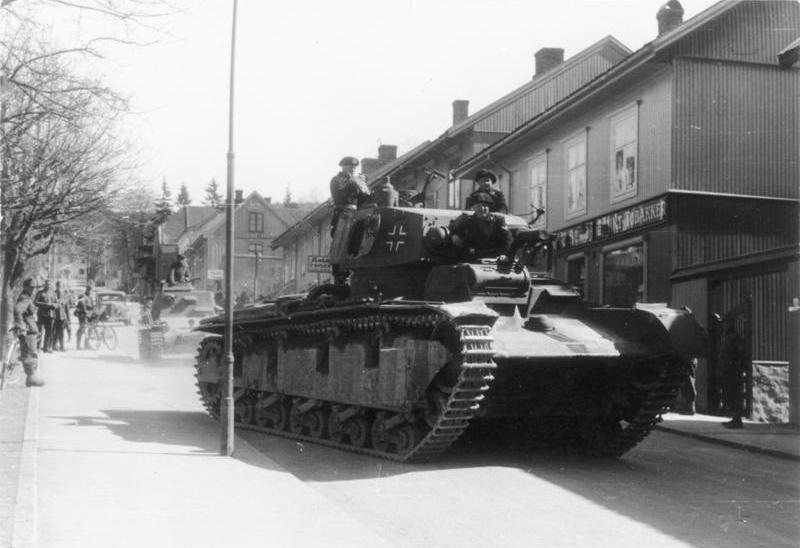
Neubaufahrzeug kísérleti tank három géppuskával és 7,5 cm KwK 37-es ágyúval felszerelve egy norvég faluban.
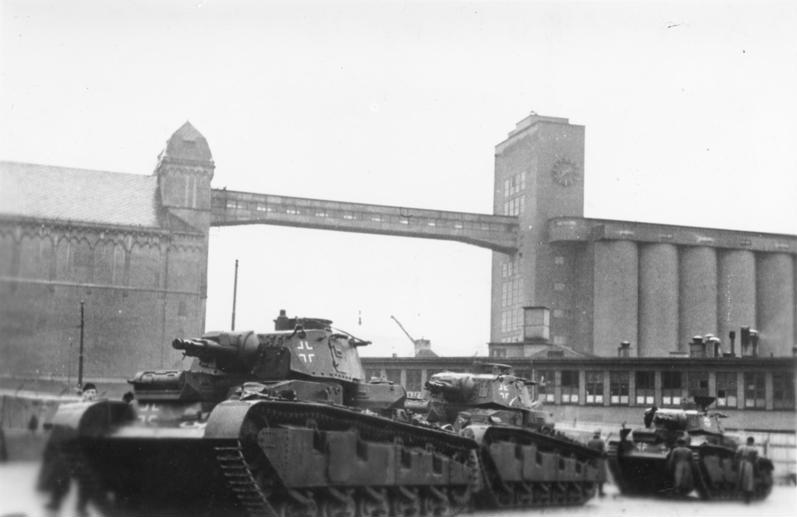
Német tankok az Norvégiai Oslo kikötőjében közvetlenül a szállítóhajók kirakodása után, 1940. április közepén.
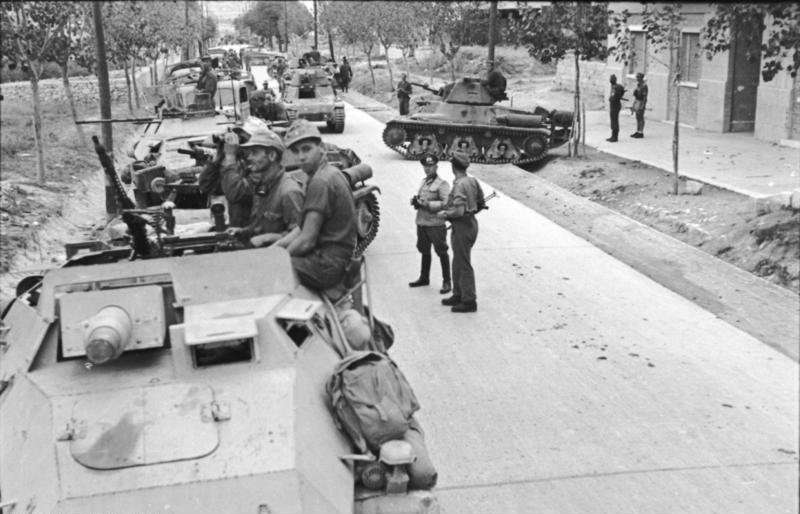
Sd.Kfz. 233 egy 7,5 cm KwK 37 ágyúval felszerelve Jugoszlávia, Split.
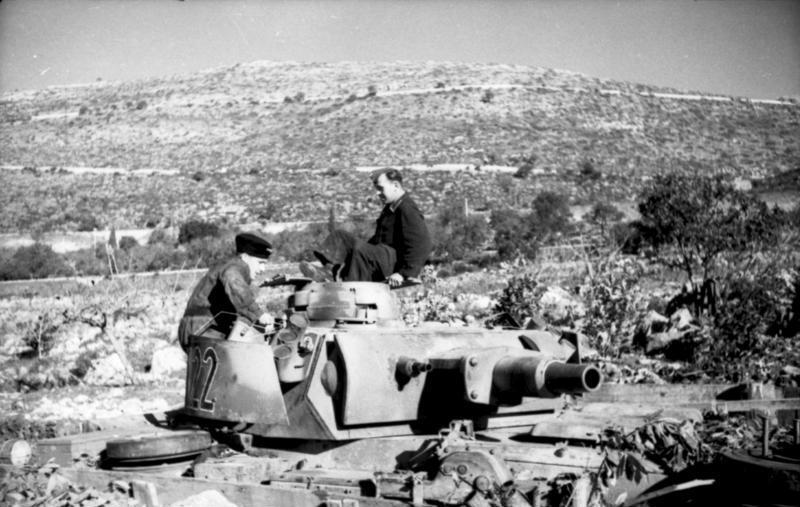
Panzer III-as N látható tornyában 7,5 cm KwK 37 L/24 harckocsiágyú Olaszországban.
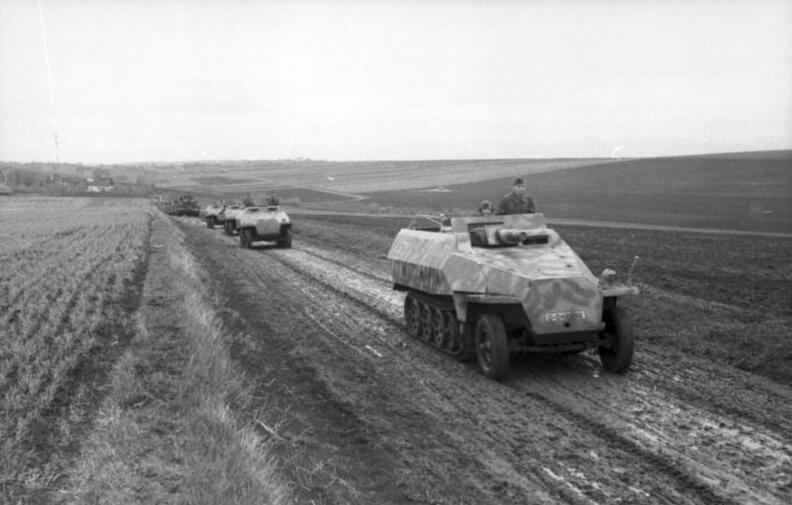
Sd.Kfz. 251/9 Ausf. D lövészpáncélos egy 7,5 cm KwK 37 ágyúval felszerelve a Szovjetunióban.
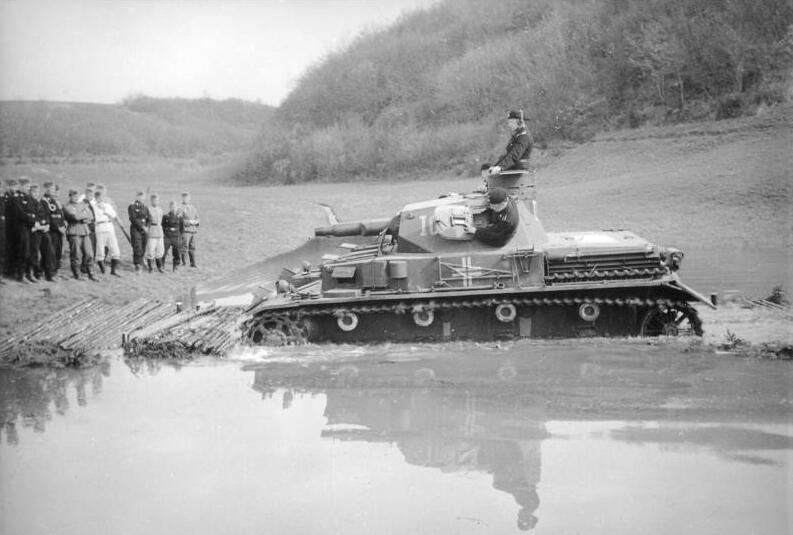
Panzer IV Ausf. A a tornyában egy 7,5 cm Kwk 37-es ágyúval gyakorlat közben.
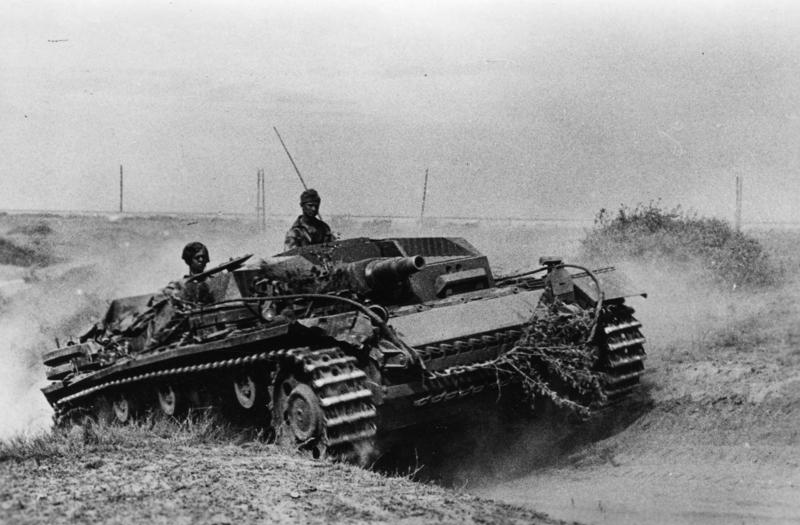
Korai StuG III-as a Sztálingrádi csata során (1942 szeptember).
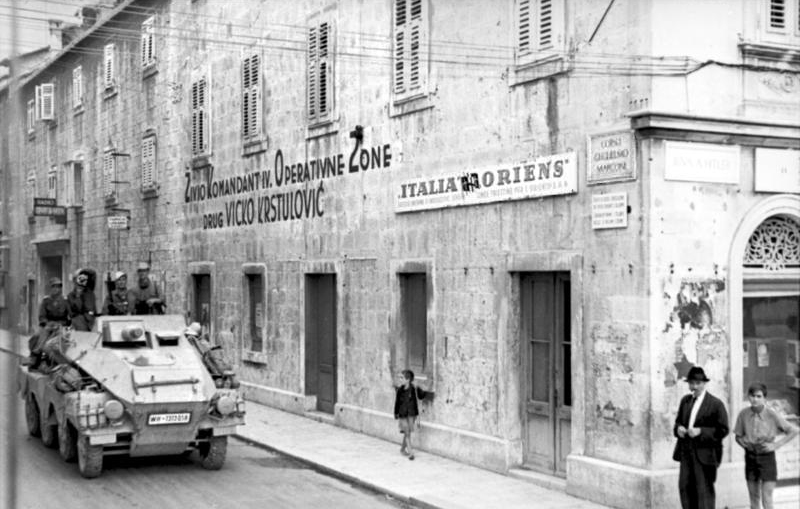
SdKfz.233 "Stummel" Olaszországban (1943. szeptember).

## Fordítás
Ez a szócikk részben vagy egészben  a(z)   7.5 cm KwK 37 című angol Wikipédia-szócikk fordításán alapul.  Az eredeti cikk szerkesztőit annak laptörténete sorolja fel. Ez a jelzés csupán a megfogalmazás eredetét és a szerzői jogokat jelzi, nem szolgál a cikkben szereplő információk forrásmegjelöléseként.